# Ronald Gamarra
Ronald Álex Gamarra Herrera (10 decembrie, 1958 în Lima) este un avocat și politician peruvian care a ocupat postul de Secretarul executiv al Coordonatorului Național al Drepturilor Omului din Peru între 2008 și 2010.
În 2004, Gamarra Herrera a servit ca Procurorului Special al Republicii Peru, unde a investigat cazuri de corupție și încălcări ale drepturilor omului comise de guvernul lui Alberto Fujimori. Șase ani mai târziu, Gamarra a asumat apărarea juridică a familiile 'Barrios Altos' și 'La Cantuta', infracțiuni pentru care Alberto Fujimori a fost condamnat la 25 de ani în închisoare.